# Chiesa di San Mattia Apostolo (Taipana)
La chiesa di San Mattia Apostolo, detta anche chiesa dei Santi Giuseppe e Mattia, è la parrocchiale di Taipana, in provincia e arcidiocesi di Udine; fa parte della forania della Pedemontana.

## Storia
La primitiva chiesetta taipanese sorse nel 1353 ed era abbellita da alcune ancone lignee realizzate dal maniaghese Giosfatte de Lordavinis.
Nel 1511 l'edificio fu raso al suolo da una scossa di terremoto e andarono perdute tutte le decorazioni; la struttura venne poi ricostruita.
Alla fine del XIX secolo, tuttavia, questa cappella si rivelò insufficiente a soddisfare le esigenze dei fedeli e, così, venne autorizzata la sua sostituzione con una chiesa di maggiori dimensioni. La prima pietra della nuova parrocchiale fu quindi posta nel 1893; la sua consacrazione venne impartita poi il 10 marzo 1903 dall'arcivescovo di Udine Pietro Zamburlini, mentre nel frattempo, nel 1897, la vecchia chiesa era stata demolita.
Il terremoto del Friuli del 1976 arrecò alla struttura diversi danni, che furono poi sanati tra il 1985 e il 1987 su disegno dell'architetto gemonese Alberto Marini. Nel 2008 si è provveduto al rifacimento del tetto su progetto del tarcentino Edi Muzzolini.

## Descrizione

### Esterno
La facciata a capanna della chiesa, rivolta a occidente, è tripartita da quattro semicolonne corinzie, poggianti su un alto basamento e sorreggenti la trabeazione e il frontone modanato, al cui centro si apre un piccolo oculo chiuso da una grata; nel mezzo, preceduto da una breve scalinata, è collocato il portale d'ingresso, sormontato da un timpano triangolare e da un mosaico con soggetto Cristo Re, mentre ai lati si trovano due nicchie a tutto sesto.

### Interno

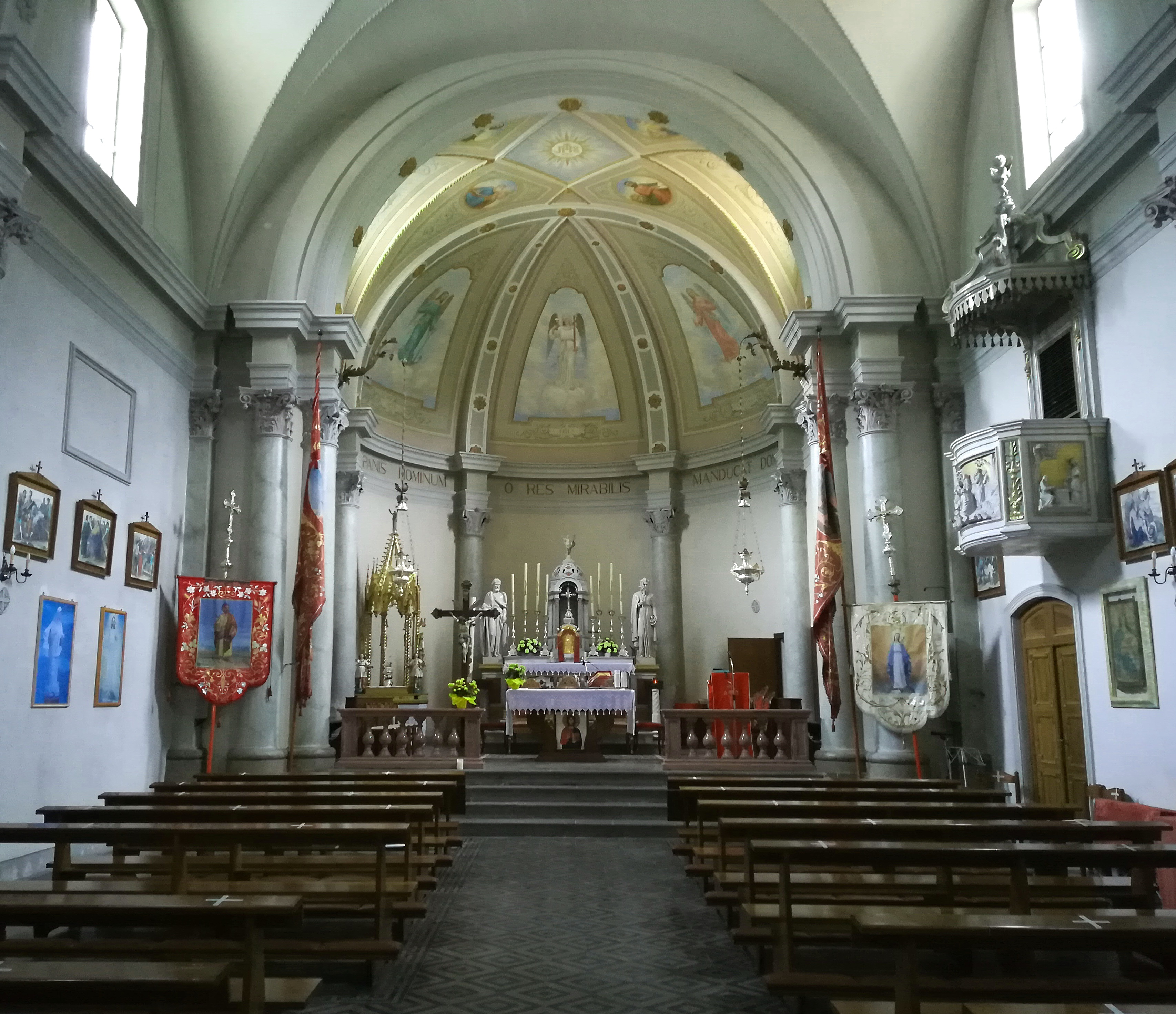
Interno

L'interno dell'edificio si compone di un'unica navata, su cui si affacciano attraverso ampie arcate le due cappelle laterali; le pareti sono decorate con una serie di colonne e semicolonne a sostegno del cornicione, sopra il quale s'imposta la volta a botte lunettata. Al termine dell'aula si apre il presbiterio, rialzato di quattro scalini e preceduto dall'arco trionfale, mentre sul fondo si sviluppa l'abside, scandita da quattro semicolonne dalle quali si dipartono i costoloni che caratterizzano il catino.
Qui sono conservate diverse opere di pregio, tra le quali l'altare maggiore, impreziosito da due statue posta ai lati, i bassorilievi eseguiti all'inizio del XX secolo da Luigi Piccini e gli affreschi ritraenti le Tre virtù teologali e i Quattro Evangelisti, dipinti da mano ignota.